# 2015년 3월 죽음
다음은 2015년 3월에 사망한 저명한 인물 목록이다.
- 3월 3일 - 미공군(USAF) 예비역 대령, 6·25 참전용사 딘 헤스
- 3월 8일 - 미국의 TV 프로듀서, 감독, 작가 샘 사이먼
- 3월 12일 - 영국의 소설가, 디스크월드의 작가 테리 프래쳇
- 3월 13일 - 대한민국의 동요 작곡가 권길상
- 3월 20일 - 오스트레일리아의 자유당 소속 정치인, 전 총리 맬컴 프레이저
- 3월 23일
  - 싱가포르의 정치인이자 초대 총리, 인민 행동당의 총재 리콴유
  - 이라크의 축구선수 마흐디 압둘자흐라
- 3월 26일 - 미국의 배우 J. 캐런 토머스
- 3월 31일 - 대한민국의 배우 박병선